# Myrmecophilus
Myrmecophilus is een geslacht uit de familie Myrmecophilinae. Het geslacht bevat de volgende soorten:
- - Myrmecophilus acervorum (Panzer, 1799)
  - Myrmecophilus aequispina Chopard, 1923
  - Myrmecophilus americanus Saussure, 1877
  - Myrmecophilus arboreus Maeyama & Terayama, 1994
  - Myrmecophilus australis Tepper, 1896
  - Myrmecophilus baronii Baccetti, 1966
  - Myrmecophilus brevipalpis Chopard, 1948
  - Myrmecophilus bifasciatus Fischer von Waldheim, 1846
  - Myrmecophilus bituberculatus Ingrisch, 2001
  - Myrmecophilus chocolatinus Gorochov, 1992
  - Myrmecophilus concolor Chopard, 1928
  - Myrmecophilus cottami Chopard, 1922
  - Myrmecophilus crenatus Gorochov, 1986
  - Myrmecophilus denticaudus Bei-Bienko, 1967
  - Myrmecophilus dubius Saussure, 1877
  - Myrmecophilus escherichi Schimmer, 1911
  - Myrmecophilus formosanus Shiraki, 1930
  - Myrmecophilus gigas Ichikawa, 2001
  - Myrmecophilus gracilipes Chopard, 1924
  - Myrmecophilus haeckeli Fernando, 1962
  - Myrmecophilus hebardi Mann, 1920
  - Myrmecophilus hirticaudus Fischer von Waldheim, 1846
  - Myrmecophilus horii Maruyama, 2004
  - Myrmecophilus inaequalis Ingrisch, 2010
  - Myrmecophilus ishikawai Maruyama, 2004
  - Myrmecophilus keyi Baccetti, 1975
  - Myrmecophilus kinomurai Maruyama, 2004
  - Myrmecophilus kubotai Maruyama, 2004
  - Myrmecophilus longitarsis Chopard, 1925
  - Myrmecophilus manni Schimmer, 1911
  - Myrmecophilus mauritanicus (Lucas, 1849)
  - Myrmecophilus mayaealberti Hugel & Matyot, 2006
  - Myrmecophilus mjobergi Chopard, 1925
  - Myrmecophilus myrmecophilus (Savi, 1819)
  - Myrmecophilus nigricornis Chopard, 1963
  - Myrmecophilus nebrascensis Lugger, 1898
  - Myrmecophilus nonveilleri Ingrisch & Pavicévić, 2008
  - Myrmecophilus ochraceus Fischer, 1853
  - Myrmecophilus oculatus Miram, 1930
  - Myrmecophilus oregonensis Bruner, 1884
  - Myrmecophilus orientalis Stalling, 2010
  - Myrmecophilus pallidithorax Chopard, 1930
  - Myrmecophilus parachilnus (Otte & Alexander, 1983)
  - Myrmecophilus pergandei Bruner, 1884
  - Myrmecophilus polyrhachi Ingrisch, 1987
  - Myrmecophilus quadrispina Perkins, 1899
  - Myrmecophilus sanctaehelenae Chopard, 1970
  - Myrmecophilus sapporensis Matsumura, 1904
  - Myrmecophilus seychellensis Gorochov, 1994
  - Myrmecophilus sinicus Bei-Bienko, 1956
  - Myrmecophilus surcoufi Chopard, 1919
  - Myrmecophilus teranishii Teranishi, 1914
  - Myrmecophilus termitophilus Maran, 1959
  - Myrmecophilus testaceus Chopard, 1925
  - Myrmecophilus tetramorii Ichikawa, 2001
  - Myrmecophilus tindalei Otte & Alexander, 1983
  - Myrmecophilus wahrmani Chopard, 1963
  - Myrmecophilus zorae Karaman, 1963